# Castel Trauttmansdorff
Castel Trauttmansdorff (chiamato anche Castel Neuberg (di Nova), in ted.: Schloss Trauttmansdorff) è un castello che si trova a Merano (BZ). Ospita il Touriseum, il museo provinciale del Turismo. Nel 2001 è stato aperto l'orto botanico che circonda il castello: Touriseum e giardini di castel Trauttmansdorff.

## Storia

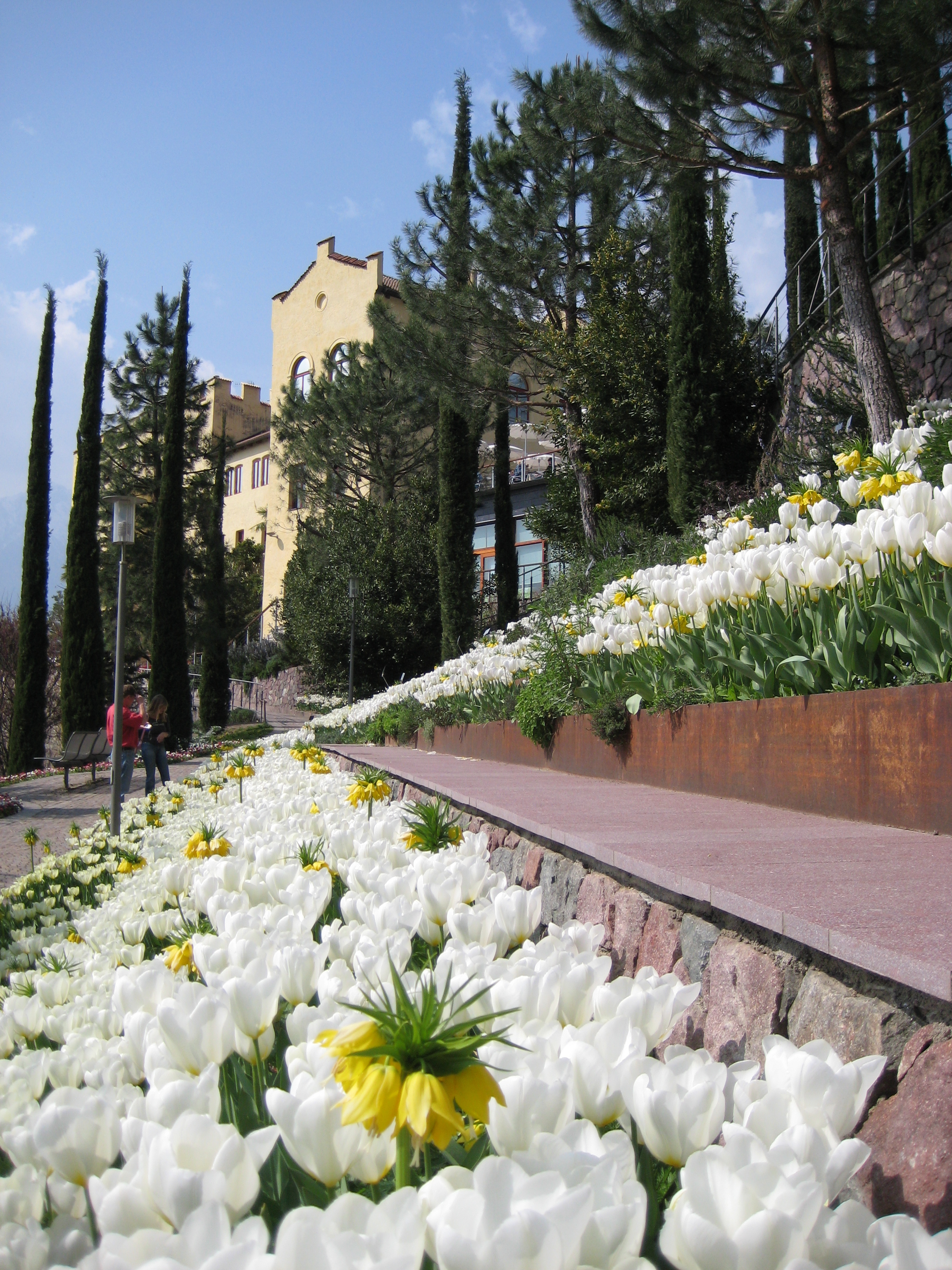
Il castello

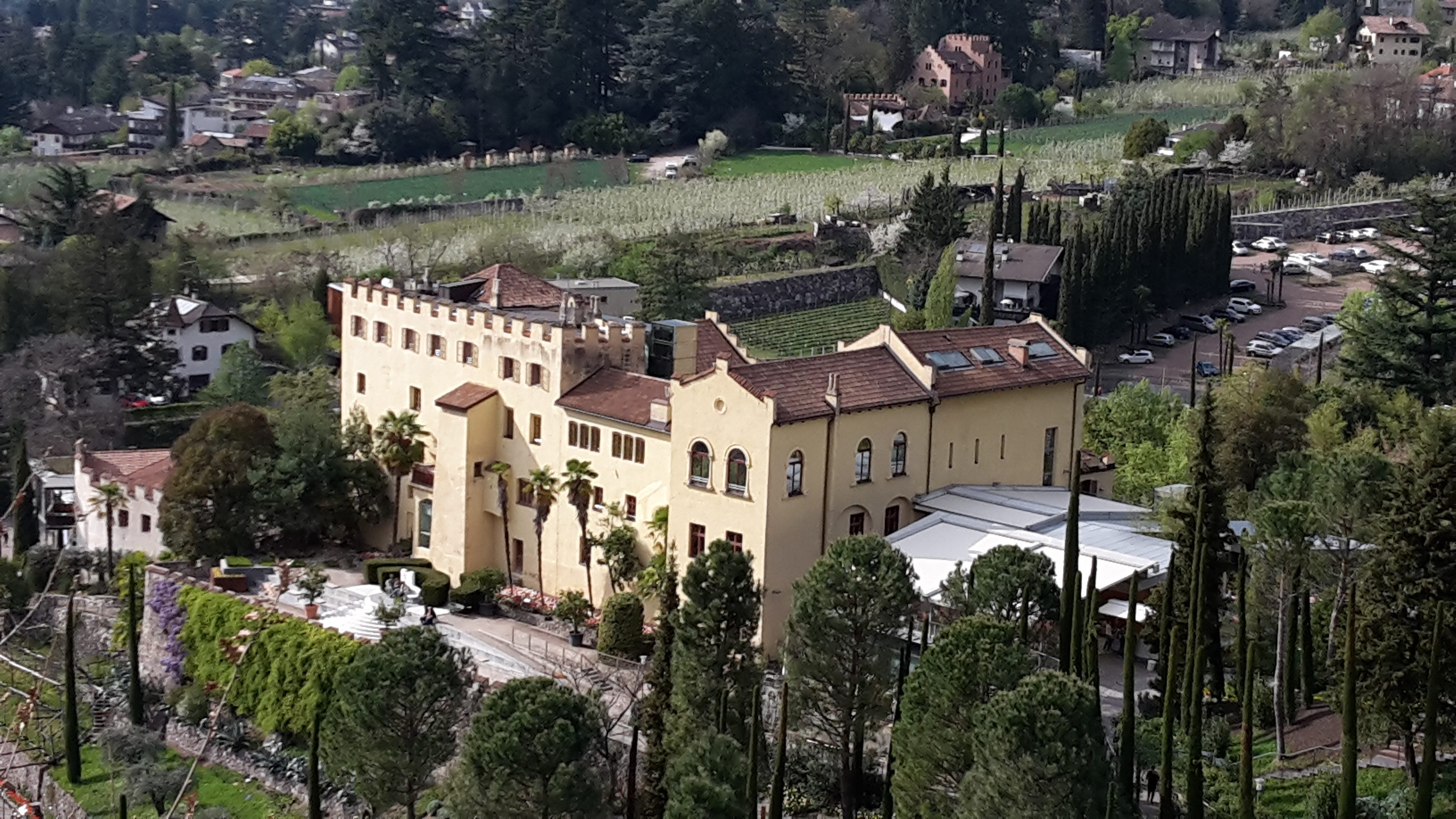
Vista del castello

Nel XIV secolo nel luogo dove ora sorge il castello c'era un altro castello, chiamato Neuberg, che ebbe fra i proprietari gli Angerheim e i Suppan. La famiglia Trauttmansdorff lo acquistò nel 1543 mentre si trasferivano dalla Stiria nel Tirolo meridionale, oltre a due castelli nei pressi di Trento. Franz, il figlio dell'acquirente, lo fece ampliare. Due generazioni più tardi questo ramo della famiglia Trauttmansdorff si estinse, segnando il tramonto di un'epoca: la nobiltà perse interesse per i castelli di sua proprietà e si ritirò nelle residenze urbane. La conseguenza fu il decadimento del castello Neuberg nell'anno 1777. Tra il 1777 e il 1778 crollarono la torre e la cappella.
Soltanto nel 1846 Joseph von Trauttmansdorff, conte di Stiria, si trasferì a Merano, neonata "città di cura", ricomprando il castello 150 anni dopo che i suoi parenti l'avevano abbandonato. Ridotto a rovine, lo ampliò fino alle dimensioni che lo caratterizzano al giorno d'oggi, integrandolo con elementi neogotici. Il castello fu rinominato Trauttmansdorff e fu il primo esempio di castello neogotico nel Tirolo. Nel 1867 Joseph morì ed il suo corpo venne deposto nella cripta, situata attualmente sotto la cappella del castello. Morto scapolo, il suo ingente patrimonio passò in eredità al cavalier Moritz von Leon, molto probabilmente figlio illegittimo del conte.
Nel 1870 ospitò Elisabetta di Baviera, la principessa d'Austria Sissi, durante le sue cure a Merano. Con le figlie Gisella e Maria Valeria, rispettivamente di 14 anni la prima e di 2 anni la seconda, l'imperatrice occupò l'ultimo piano dell'edificio. Questa visita rese la cittadina sudtirolese estremamente famosa come luogo termale. Vissero nelle stanze del secondo piano dell'edificio. Il seguito dell'Imperatrice era invece composto da 102 persone e fu sistemato in alcune residenze nei dintorni della struttura. Fu grazie all'Imperatrice Elisabetta che Merano divenne una nota "città di cura". A pochi mesi dal suo arrivo a Merano, infatti, i giornali viennesi annunciarono i progressi fatti dall'Imperatrice, che non godeva di ottima salute, beneficiando del clima mite presente nella città dove si stanziò per sette mesi. Nel settembre 1889 Elisabetta tornò per la seconda volta a castel Trauttmansdorff, otto mesi dopo che suo figlio Rodolfo d'Asburgo-Lorena, nonché principe ereditario, si era suicidato a Mayerling.
L'ospite dell'imperatrice fu Moritz von Leon, che però fu costretto a rivendere tutti i suoi beni, compreso il castello e le residenze di Pienzenau e Fragsburg, con le relative tenute a Friedrich von Deuster di Kitzingen, proveniente da Kitzingen, non distante da Würzburg. Deuster partecipò attivamente alla vita della città di cura in pieno sviluppo. Diventò membro della direzione corse dell'ippodromo, acquistò Fragsburg, fece allestire frutteti e giardini tutto attorno al castello e rialzò l'ala orientale con una sala in stile neorococò. Questi portò il castello a nuovo splendore, che terminò con l'inizio della prima guerra mondiale.
In seguito alla prima guerra mondiale e l'annessione dell'Alto Adige al Regno d'Italia nel 1919/20, Friedrich von Deuster fu espropriato dei suoi beni, come molti cittadini germanici in Italia, sotto il Fascismo, e divenne sede dell'Opera Nazionale Combattenti e fu italianizzato in Castel di Nova (dal nome del torrente che scorre poco distante). Nel periodo caratterizzato dal fascismo gli arredi del castello furono quasi completamente perduti e l'edificio diventò cadente. L'ONC tentò di trovare un acquirente per la proprietà del castello, senza però riuscirci. Nel corso dell'occupazione tedesca della provincia dopo l'armistizio dell'8 settembre fu usato dalla Wehrmacht.
Nel 1977 l'Associazione Nazionale Combattenti fu sciolta e la proprietà passò all'amministrazione provinciale, che nel 1990 lo adibì a sede del Touriseum, aperto nel 2003 dopo anni di restauri. I giardini del castello sono stati realizzati in collaborazione con il Giardino esotico Pallanca. Nel 2001 fu aperto anche l'orto botanico di Merano.